# Саут-Форк (Міссурі)
Саут-Форк (англ. South Fork) — переписна місцевість (CDP) в США, в окрузі Гавелл штату Міссурі. Населення — 212 особи (2020).

## Географія
Саут-Форк розташований за координатами 36°38′17″ пн. ш. 91°57′17″ зх. д. / 36.63806° пн. ш. 91.95472° зх. д. (36.637973, -91.954841).  За даними Бюро перепису населення США в 2010 році переписна місцевість мала площу 9,09 км², з яких 9,09 км² — суходіл та 0,01 км² — водойми.

## Демографія
Згідно з переписом 2010 року, у переписній місцевості мешкала 241 особа в 90 домогосподарствах у складі 66 родин. Густота населення становила 27 осіб/км².  Було 96 помешкань (11/км²).
Расовий склад населення:
| - 96,3 % — білих - 1,7 % — корінних американців - 0,4 % — чорних або афроамериканців - 1,7 % — осіб інших рас |

До двох чи більше рас належало 0,0 %. Частка іспаномовних становила 1,7 % від усіх жителів.
За віковим діапазоном населення розподілялося таким чином: 28,2 % — особи молодші 18 років, 58,9 % — особи у віці 18—64 років, 12,9 % — особи у віці 65 років та старші. Медіана віку мешканця становила 35,1 року. На 100 осіб жіночої статі у переписній місцевості припадало 97,5 чоловіків;  на 100 жінок у віці від 18 років та старших — 103,5 чоловіків також старших 18 років.
Середній дохід на одне домашнє господарство  становив 78 059 доларів США (медіана — 76 875), а середній дохід на одну сім'ю — 97 893 долари (медіана — 98 698). 
Цивільне працевлаштоване населення становило 99 осіб. Основні галузі зайнятості: транспорт — 22,2 %, мистецтво, розваги та відпочинок — 15,2 %, освіта, охорона здоров'я та соціальна допомога — 15,2 %.